# The Loyal Edmonton Regiment
The Loyal Edmonton Regiment (4e Bataillon, Princess Patricia's Canadian Light Infantry), abrégé en LER, est un régiment d'infanterie de la Première réserve de l'Armée canadienne. Il fait partie du 41e Groupe-brigade du Canada au sein de la 3e Division du Canada et est stationné à Edmonton en Alberta.
Sa lignée remonte à la création du 101st Regiment à Edmonton le 1er avril 1908. En 1920, celui-ci adopta le nom de The Edmonton Regiment. En 1924, le régiment fut scindé en deux pour la création des Edmonton Fusiliers, de nos jours The South Alberta Light Horse, l'autre unité retenant le nom de The Edmonton Regiment. Le régiment adopta son nom actuel en 1943.
En 1954, le régiment devint le 3e bataillon du Princess Patricia's Canadian Light Infantry, puis, en 1970, le 4e bataillon.
En plus de sa propre histoire, The Loyal Edmonton Regiment perpétue l'héritage de trois bataillons du Corps expéditionnaire canadien (CEC) de la Première Guerre mondiale : les 49e, 51e et 63e Bataillon « outre-mer », CEC.

## Rôle et organisation

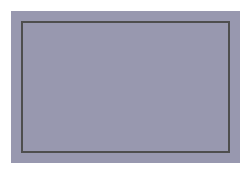
Insigne distinctif de la 3e Division du Canada

The Loyal Edmonton Regiment est un régiment d'infanterie stationné à Edmonton en Alberta. Il fait partie du 41e Groupe-brigade du Canada, un groupe-brigade de la Première réserve de l'Armée canadienne qui fait lui-même partie de la 3e Division du Canada.
Tout comme c'est le cas pour les autres unités de la Première réserve de l'Armée canadienne, le rôle du Edmonton Regiment est de former des soldats à temps partiel afin de servir de renfort lors des opérations des Forces armées canadiennes ainsi que d'être prêts pour le service actif pour appuyer les autorités civiles lors de catastrophes naturelles dans la région locale.

## Histoire

### Origines
Le 1er avril 1908, un régiment de la Force de résrve a été créé à Edmonton en Alberta sous le nom de « 101st Regiment ». Le 1er mars 1909, celui-ci fut renommé en « 101st Regiment "Edmonton Fusiliers" », puis, le 15 mars 1920, en « The Edmonton Regiment ». Le 15 mai 1924, l'unité fut divisée en deux régiments : The Edmonton Fusiliers, de nos jours The South Alberta Light Horse, et The Edmonton Regiment. Ce dernier adopta le nom de « The Loyal Edmonton Regiment » le 7 juillet 1943.

### Seconde Guerre mondiale

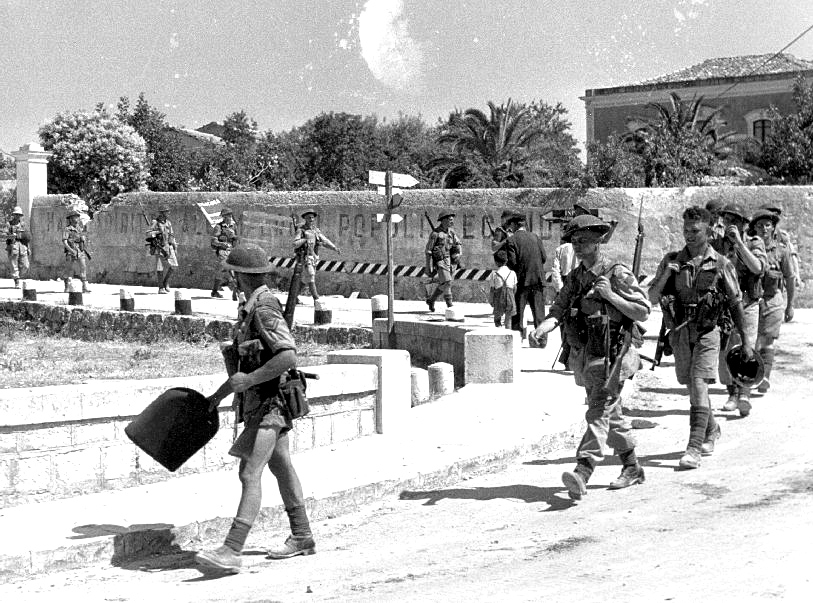
Des troupes du Loyal Edmonton Regiment marchant à Modica en Sicile le 13 juillet 1943

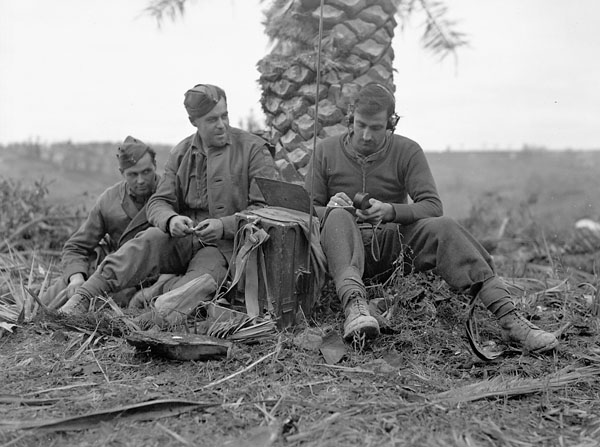
Des fantassins du Loyal Edmonton Regiment utilisant une radio sans fil à Ortona en Italie le 21 décembre 1943

Dans la foulée de la Seconde Guerre mondiale, le 1er septembre 1939, The Edmonton Regiment mobilisa un bataillon pour le service actif. Le 22 décembre suivant, celui-ci s'embarqua pour la Grande-Bretagne. Il servait au sein de la 2e Brigade d'infanterie canadienne de la 1re Division d'infanterie canadienne. Le 25 août 1941, La compagnie « D » du bataillon participa à l'expédition sur l'île de Spitzbergen. Le 10 juillet 1943, le bataillon débarqua en Sicile, puis, le 4 septembre suivant, en Italie. Le 15 mars 1945, il débarqua en France et il combattit dans le Nord-Ouest de l'Europe jusqu'à la fin de la guerre. Il fut officiellement dissous le 15 octobre 1945.
Le 1er juin 1945, The Loyal Edmonton Regiment mobilisa une seconde unité pour le service actif afin de servir dans le théâtre du Pacifique. Celui-ci fut dissous le 1er novembre 1945.

## Histoire récente (depuis 1954)
Le 19 octobre 1954, The Loyal Edmonton Regiment devint le 3e Bataillon du Princess Patricia's Canadian Light Infantry, puis, le 1er avril 1970, le 4e Bataillon.

## Perpétuations

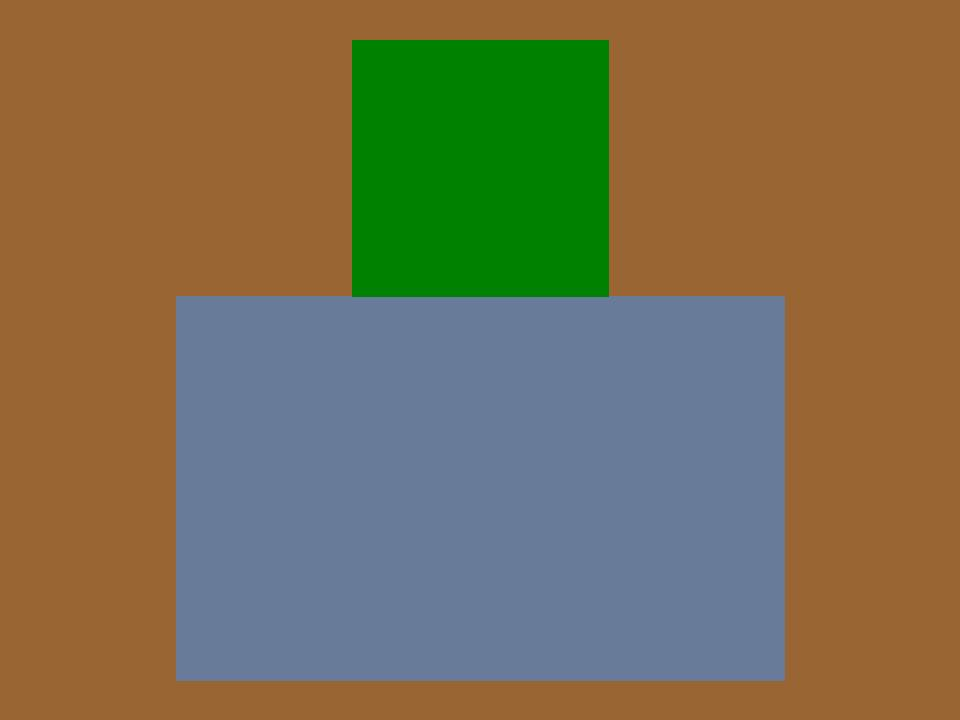
Insigne distinctif du 49e Bataillon, CEC

En plus de sa propre histoire, The Loyal Edmonton Regiment perpétue l'héritage de trois bataillons du Corps expéditionnaire canadien (CEC) de la Première Guerre mondiale : le 49e, le 51e et le 63e Bataillon « outre-mer », CEC.
Le 49e Bataillon, CEC a été créé le 7 novembre 1914. Le 3 juin 1915, il s'embarqua pour la Grande-Bretagne. Le 9 octobre suivant, il débarqua en France où il combattit au sein de la 7e Brigade d'infanterie canadienne de la 3e Division canadienne jusqu'à la fin de la guerre. Il fut officiellement dissous le 15 septembre 1920.
Le 51e Bataillon, CEC a également été créé le 7 novembre 1914. De son côté, il s'embarqua pour la Grande-Bretagne le 1er avril 1916 où il servit à fournir des renforts aux troupes canadiennes au front. Le 13 novembre de la même année, il fut réorganisé en tant que bataillon de service de garnison. Le 22 juin suivant, son personnel fut transféré à divers dépôts régimentaires. Il fut officiellement dissous le 15 septembre 1920.
Le 63e Bataillon « outre-mer », CEC a été créé le 20 avril 1915. Le 22 avril 1916, il s'embarqua pour la Grande-Bretagne où il servit à fournir des renforts aux troupes canadiennes au front. Le 7 juillet de la même année, son personnel fut transféré au 9e Bataillon de réserve, CEC. Il fut officiellement dissous le 1er septembre 1917.